# 2. Badminton-Bundesliga 1993/94
Die 2. Badminton-Bundesliga 1993/94 als zweithöchste deutsche Spielklasse in der Sportart Badminton war in zwei Staffeln unterteilt (Nord und Süd), in der jeweils acht Teams gegeneinander antraten. In die 1. Bundesliga stiegen der BC Eintracht Südring Berlin und der TTC Brauweiler 1948 auf.

## 2. Bundesliga Nord
Abschlusstabelle
| Platz | Mannschaft                      | Spiele |
| ----- | ------------------------------- | ------ |
| 1.    | BC Eintracht Südring Berlin (A) | 14     |
| 2.    | TTC Brauweiler 1948             | 14     |
| 3.    | Bottroper BG                    | 14     |
| 4.    | Ohligser TV                     | 14     |
| 5.    | VfL Berliner Lehrer             | 14     |
| 6.    | TSV Glinde                      | 14     |
| 7.    | BV Wesel Rot-Weiss              | 14     |
| 8.    | BC Comet Braunschweig (N)       | 14     |

## 2. Bundesliga Süd
Abschlusstabelle
| Platz | Mannschaft                | Spiele |
| ----- | ------------------------- | ------ |
| 1.    | TSV Neuhausen-Nymphenburg | 14     |
| 2.    | VfB Friedrichshafen       | 14     |
| 3.    | SG Anspach (N)            | 14     |
| 4.    | SV Unkel                  | 14     |
| 5.    | SG Neckarau/Wiesloch      | 14     |
| 6.    | VfB Linz                  | 14     |
| 7.    | ESV Neuaubing             | 14     |
| 8.    | 1. BV Maintal             | 14     |